# Merahi metua no Tehamana
Merahi metua no Tehamana est un tableau réalisé par le peintre français Paul Gauguin en 1893.

## Description
Cette peinture à l'huile exécutée sur toile de jute est le portrait à mi-corps d'une adolescente tahitienne de 13 ans tenant un éventail. Elle figure Tehamana, que l'artiste a épousé en Polynésie, alors qu'elle se tient assise en robe mission bleue à côté de mangues devant un fond décoré. 

## Provenance
Don de Charles Deering McCormick et Marion Deering (née Denison Whipple) en 1980, l'œuvre est conservée à l'Art Institute of Chicago, à Chicago, dans l'Illinois, aux États-Unis.